# تمبی (باغ‌ملک)
تِمبی ، روستایی از توابع بخش قلعه تل شهرستان باغ‌ملک در استان خوزستان ایران است. این روستا در فاصله ۱۰ کیلومتری شهر قلعه تل قرار گرفته‌است و مردم آن از باب کیان ارثی طایفه جانکی تیره زنگنه عباسوند و کرایی می‌باشند .تمبی مردمان به شدت مهمان‌نواز و خوش اخلاق هستند یکی از بهترین مکان هایی که آب و هوای خوبی دارد

## جمعیت
این روستا در دهستان قلعه تل قرار دارد و براساس سرشماری مرکز آمار ایران در سال ۱۳۸۵، جمعیت آن ۵۸۱ نفر (۱۱۱خانوار) بوده‌است.